# Galahad

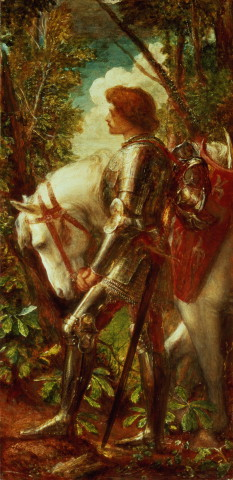
Sir Galahad
George Frederic Watts, 1888.

Galahad (Sir Galahad, auch französisch Galaad) ist einer der wichtigsten Ritter der Tafelrunde in der Artussage. Seine besondere Stellung wird in manchen Versionen der Sage dadurch ausgedrückt, dass er auf einem Stuhl Platz nehmen darf, der für alle anderen Ritter tabu ist (siehe Tafelrunde). Er ist der Sohn von Lancelot und Elaine von Corbenic, der Tochter von König Pelles. Er ist die zentrale Figur des Prosaromans Die Suche nach dem Gral.

## Besonderheiten
Sir Galahad wird als der „Reine Ritter“ oder der „Makellose Ritter“ bezeichnet. Diese Eigenschaft ermöglicht es ihm, im Gegensatz zu seinem Vater, den Heiligen Gral zu finden.
Sein Schild ist weiß mit einem roten Kreuz. Es symbolisiert das Kreuz, welches Joseph von Arimathäa mit dem im Gral gesammelten Blut Jesu gezeichnet hat. Sein Symboltier ist das Einhorn, welches für die Reinheit steht. Die Flagge von England, die gleichfalls ein rotes Kreuz auf weißem Grund zeigt, ist hingegen ein Symbol für St. Georg.
Der Sage nach soll Elaine, Galahads Mutter, sich unsterblich in Sir Lancelot verliebt haben. Durch einen magischen Trunk gelingt es ihr, Lancelot in Gestalt der von ihm begehrten Guinevere zu erscheinen und eine Nacht mit ihm zu verbringen. Sie wird daraufhin schwanger. Sir Lancelot bemerkt die Täuschung erst, als Guinevere die beiden überrascht und den untreuen Liebhaber enttäuscht verlässt. Seine ritterliche Ehre gebietet es ihm, die Tochter des Königs Pelles zu ehelichen. Elaine gebiert ihm seinen Sohn Galahad. Da Lancelot aber weder ihre Liebe erwidert noch gemeinsam mit ihr lebt, stirbt Elaine schließlich einsam und mit gebrochenem Herzen. Aufgezogen wird der junge Galahad daher im Kloster seiner Großtante von zwölf Nonnen, die seinem Vater schon früh erklären, dass niemand sich besser dazu eigne, ein Ritter zu werden, als sein Sohn.
Galahad wird an einem Pfingstmorgen von Merlin am Hof von König Artus eingeführt. Dabei wird er von Merlin auf den gefährlichen Sitz an der Tafelrunde vorbereitet und sein Name erscheint den versammelten Rittern in Feuerbuchstaben, als er um Aufnahme in ihren Kreis ersucht. Daraufhin wird ihm der bisher stets leere Platz des Ritters zuteil, welcher den Gral finden wird.
Noch bevor Galahad zum Ritter geschlagen wird, hat er bereits ein Schwert aus einem Stein gezogen, eine Tat, die nur der beste Ritter der Welt vollbringen konnte. Daraufhin erhält er auf Anordnung Artus’ von seinem Vater Lancelot den Ritterschlag.
Nachdem er den Gral gefunden und als einziger Ritter der Tafelrunde ganz erblickt hat, stirbt er einige Zeit später auf eigenen Wunsch in Sarras. Sein letztes Wort ist der Name seines Vaters Lancelot. In einer Version der Sage hält er den Gral sogar in den Händen.
Der Name Galahad leitet sich entweder vom walisischen „Gwalchafed“ („Falken des Sommers“) ab oder von einem Ort in Palästina, der Gilead heißt.
In der Fernsehserie The Quest – Die Serie wird er von John Larroquette dargestellt.
Außerdem trägt der Agent Harry Hart (gespielt von Colin Firth) in Kingsman den Decknamen Galahad.